# Drygały
Drygały [drɨˈɡawɨ] (tiếng Đức: Bahnhof Drygallen, 1938-45: Drigelsdorf) là một ngôi làng thuộc khu hành chính của Gmina Biała Piska, thuộc huyện Piski, Warmińsko-Mazurskie, ở miền bắc Ba Lan. Nó nằm khoảng 10 kilômét (6 mi)   phía bắc Biała Piska, 22 km (14 mi) về phía đông bắc của Pisz và 106 km (66 mi) về phía đông của thủ đô khu vực Olsztyn.
Trước năm 1945, khu vực này là một phần của Đức (Đông Phổ).